# Wulfens Primel
Wulfens Primel (Primula wulfeniana) ist eine Pflanzenart aus der Gattung der Primeln (Primula) innerhalb der Familie Primelgewächse (Primulaceae). Die beiden Unterarten gedeihen in den Südostalpen und in den Karpaten.

## Beschreibung

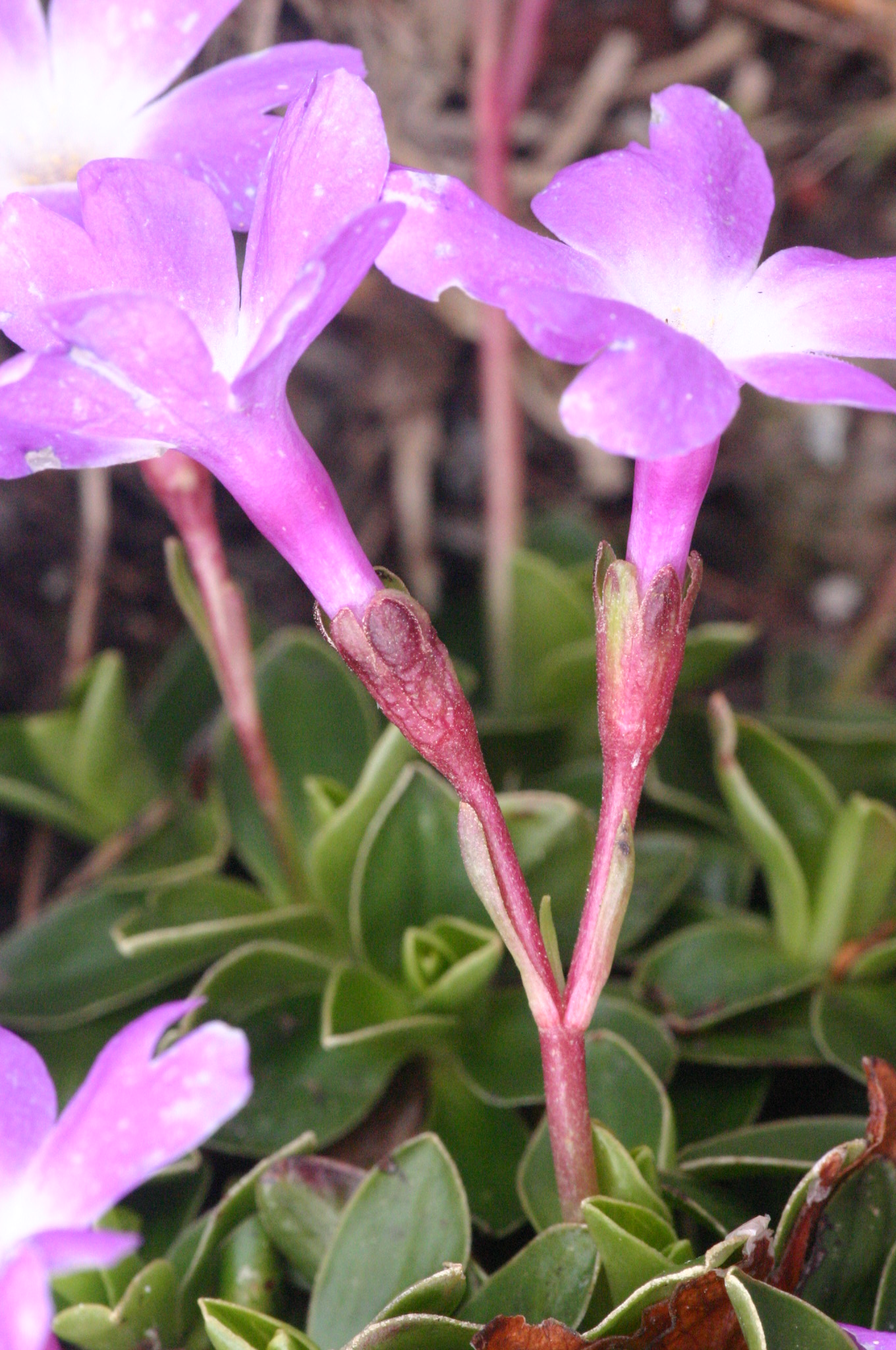
Blütenstand und Blüten von der Seite, gut zu erkennen sind Hüllblätter, Blütenstiele, Blütenkelch und -krone

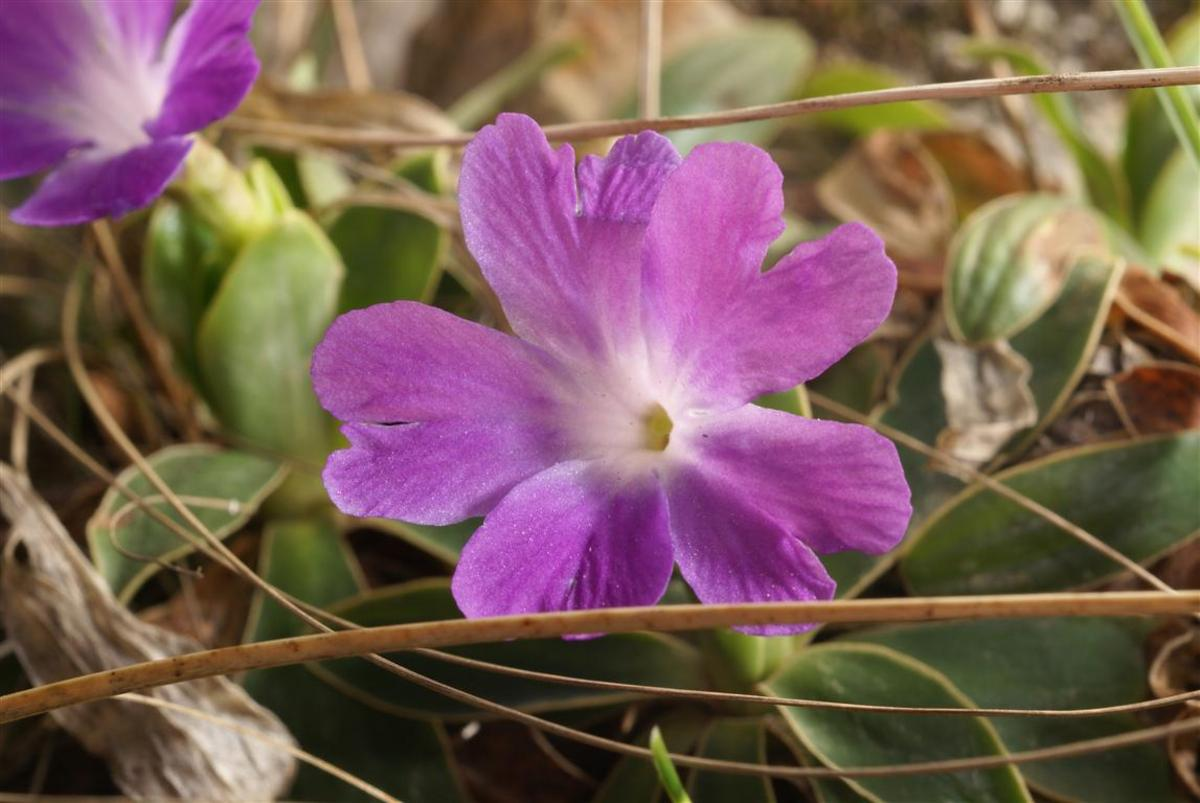
Blütenkrone von oben

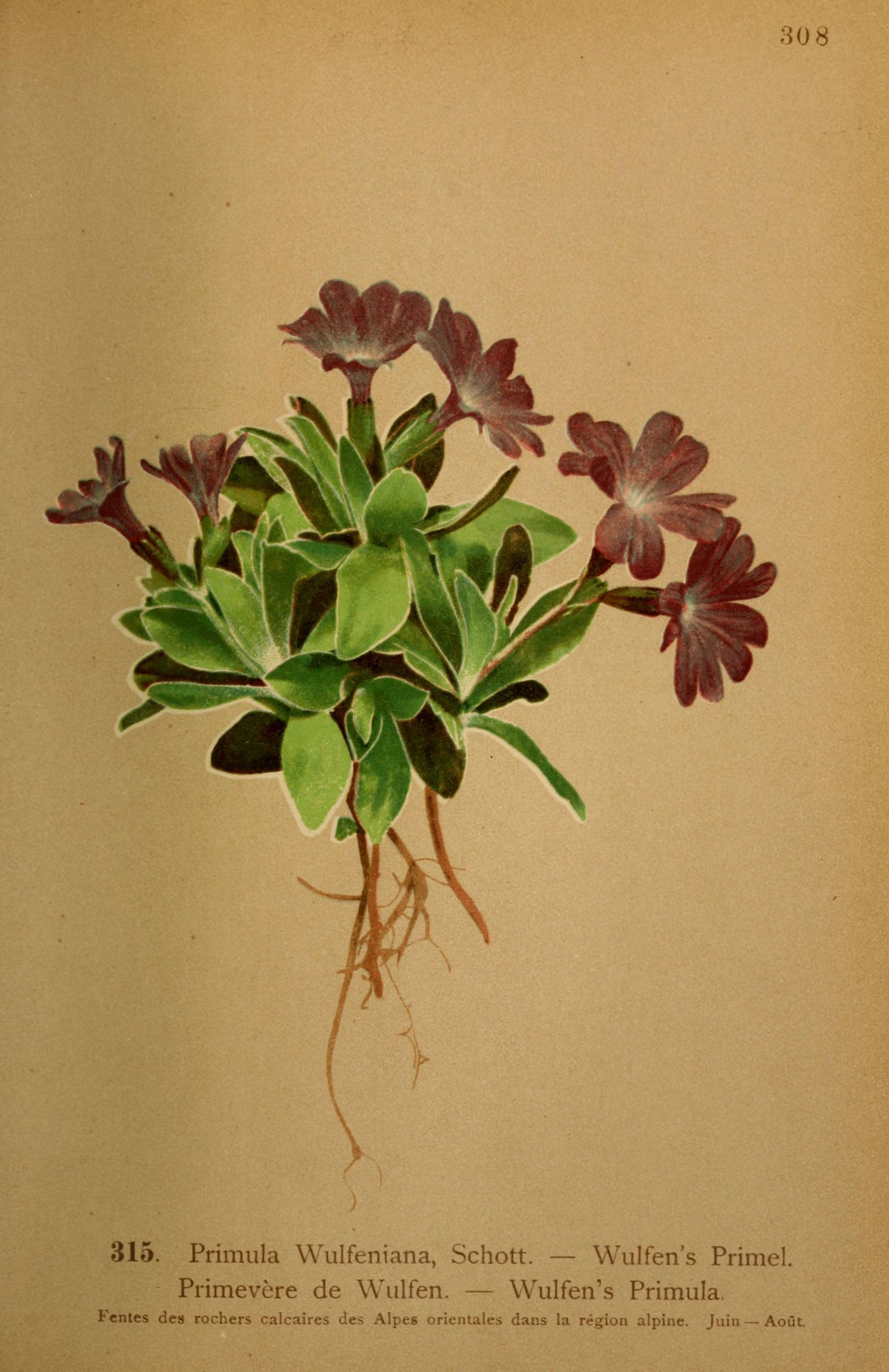
Illustration aus Atlas de la flora alpine, Tafel 315

### Vegetative Merkmale
Wulfens Primel ist eine mehrjährige krautige Pflanze und erreicht Wuchshöhen von 2 bis 10 Zentimetern. Die meisten Pflanzenteile sind  kahl.
Die Laubblätter sind in einer grundständigen Rosette angeordnet. Die einfache Blattspreite ist bei einer Länge von 2 bis 4 Zentimetern sowie einer Breite von 0,5 bis zu 1,2 Zentimeter eilanzettlich oder verkehrt-lanzettlich bis verkehrt-eiförmig mit zugespitztem oberen Ende. Die ledrige Blattspreite ist dunkelgrün, glänzend, steif, nicht klebrig und ihr Blattrand ist ungezähnt, mit breitem Knorpelrand, jung eingerollt und dicht mit bei einer Länge bis zu 0,1 Millimetern sehr kurzen, hellen Drüsenhaaren bedeckt.

### Generative Merkmale
Die Blütezeit reicht von Mai bis Juli. Der kahle Blütenstandsschaft überragt bei einer Länge von 0,5 bis 7 Zentimetern die Laubblätter und auf ihm befinden sich in einem doldigen Blütenstand ein bis drei Blüten. Der Blütenstiel ist 2 bis 8 Millimeter lang. Die rötlichen Hüllblätter sind bei einer Länge von 3 bis 15 Millimetern dreieckig-lanzettlich bis linealisch und meistens länger als die Blütenstiele, reichen aber höchstens bis zur Mitte des Kelches.
Die zwittrige Blüte ist radiärsymmetrisch und fünfzählig mit doppelter Blütenhülle. Die fünf rötlichen, 6 bis 12 Millimeter langen Kelchblätter sind mindestens die Hälfte ihrer Länge röhrig verwachsen und dicht mit sehr kurzen Drüsen bedeckt. Die relativ kurzen Kelchzähne enden stumpf. Die hellrote bis lilafarbene Krone ist 25 bis 30 Millimeter breit und die Kronlippen sind ausgefranst. Die Kronröhre ist innen und der Kronschlund sind weiß.
Die Chromosomenzahl beträgt 2n = 66.

## Systematik und Verbreitung
Die Erstbeschreibung von Primula wulfeniana erfolgte 1852 durch Heinrich Wilhelm Schott in Wilde Blendlinge Österr. Primeln, 17f. Das Artepitheton wulfeniana ehrt den österreichischen Naturwissenschaftler und Jesuiten Franz Xaver Freiherr von Wulfen (1728–1805), der die Flora der Alpenländer erforscht hat.
Das Verbreitungsgebiet der beiden Unterarten umfasst die Südostalpen und die Balkanhalbinsel.
Je nach Autor gibt es von Primula wulfeniana etwa zwei Unterarten:
- Primula wulfeniana Schott subsp. wulfeniana (Syn.: Primula baumgarteniana Degen & Moesz): Es gibt Fundortangaben für Österreich nur im Bundesland Kärnten, in Liechtenstein, in Italien nur in Venetien sowie Friaul,[5] in Slowenien und Kroatien.[4] Sie gedeiht in den subalpinen bis alpinen Höhenstufen in Höhenlagen von 1200 bis 2200 Metern über Kalkstein in steinigen Rasen, auf Schutt und auf Felsen vor.
- Primula wulfeniana subsp. baumgarteniana (Degen & Moesz) Lüdi: Sie kommt nur in den Karpaten in Rumänien vor.[4] Sie gilt auch bei manchen Autoren als Synonym.